# کورت اشترمیر
کورت اشترمیر (آلمانی: Curt Echtermeyer; ۱ ژانویهٔ ۱۸۹۶ – ۱۱ دسامبر ۱۹۷۱) نقاش سبک فراواقع‌گرایی اهل آلمان بود.